# Running Up That Hill
Running Up That Hill – singel brytyjskiej wokalistki Kate Bush wydany w 1985 roku.

## O singlu
Utwór był pierwszym singlem z albumu Hounds of Love. Wytwórnia artystki początkowo planowała wydać nagranie tytułowe jako pierwszy singel promujący, na co jednak nie zgodziła się Kate Bush. Nalegała, by najpierw wydać „Running Up That Hill”, ponieważ był to pierwszy utwór, jaki napisała na płytę.
Singel dotarł do 3. miejsca na brytyjskiej liście UK Singles Chart i jest to jeden z największych przebojów Kate Bush.
W 2003 roku holenderski zespół rockowy Within Temptation, a także brytyjski zespół Placebo nagrały własną wersję piosenki.
W 2007 roku francuska piosenkarka Nolwenn Leroy nagrał własną wersję piosenki.
W 2009 roku kolejną wersję nagrał amerykański zespół metalowy Aesma Daeva.
W 2022 roku piosenka „Running Up That Hill” została wykorzystana w czwartym sezonie serialu Stranger Things wyprodukowanym przez Netflix i ponownie po 37 latach znalazła się na szczytach list przebojów na całym świecie, dochodząc do czwartego miejsca na liście Billboard Hot 100.